# George Martin
Sir George Martin, CBE (3. ledna 1926 Londýn – 8. března 2016 Londýn) byl britský hudební producent, hudební skladatel a hudebník.

## Biografie
George Martin se od dětství zajímal o hudbu, naučil se hrál na klavír. V šestnácti letech hrával po tanečních klubech. Po studiu v hudební škole se naučil hrát i na hoboj. Po II. druhé světové válce, kdy sloužil jako poručík u námořnictva pracoval v hudebním archívu rozhlasové stanice BBC, občas zastával pozici hlasatele.
V roce 1948 se oženil (manželka Sheena) a narodily se jim dvě děti, Bundy a Gregory. Později se manželé rozvedli a George Martin se v roce 1967 oženil se svou sekretářkou Judy Flockhart-Smithovou, se kterou měl děti Lucy a Gilese.

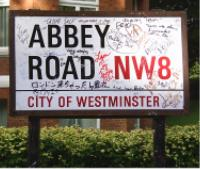
Označení londýnské ulice Abbey Road popsaná fanoušky Beatles

V roce 1950 se Martin stal zástupcem hlavního referenta pro umělce a repertoár u firmy náležející ke gramofonovému impériu EMI sídlící na slavné londýnské ulici Abbey Road. Její jméno Parlophone i etiketa s písmenem L odkazují až k samé prehistorii gramofonového průmyslu na evropském kontinentu (L podle jména vynálezce „parlophonů“ Carla Lindströma).
O čtyři roky později se stal nejmladším manažerem EMI. Koncem 50. let produkoval pod značkou Parlophone zejména desky komiků. Na začátku 60. let slavila jiná značka firmy EMI - Columbia úspěch s rock'n'rollovými zpěváky a skupinami (např. Cliff Richard nebo Shadows). Martin dostal za úkol nalézt hudební skupinu podobného ražení. Jednoho dne se proto sešel s manažerem začínající skupiny The Beatles Brianem Epsteinem, který mu přinesl demosnímky. Martina moc nenadchly, ale vyvolaly jeho zájem. A tak navrhl na 6. června 1962 první zvukovou zkoušku se začínající skupinou. Údajně na jeho návrh byl vyměněn bubeník The Beatles Pete Best a byl nahrazen Ringo Starrem.
V říjnu 1962 vydávají The Beatles u společnosti EMI první SP singl s názvem Love Me Do (na druhé straně píseň P.S. I Love You), který se dostal na 17. místo nejprodávanějších desek. Druhý singl Please Please Me / From Me To You, byl už velkým hitem v celé Británii, kde se dostal na vrchol hitparády.
George Martin se stal producentem i dalších hudebních skupin (Cilly Black, Gerry & the Pacemakers, Billy J. Kramer), ale nejdůležitějšími zůstali The Beatles. Podílel se na nahrávání skladeb In My Life, Michelle, Yesterday, For No One a hudebních alb Revolver či Sgt. Pepper's Lonely Hearts Club Band.
V polovině 60. let začal být Martin u EMI nespokojen a proto založil vlastní produkční společnost AIR, kde pokračovali s nahráváním i Beatles. Martin pro ně napsal několik orchestrálních melodií k jejich filmům Perný den, Help! a Yellow Submarine.
Po zániku Beatles v roce 1970 pracoval na albu Ringo Starra Sentimental Journey a produkoval alba Paula McCartneyho Tug Of The War a Pipes Of Piece.
V roce 1996 si získal popularitou produkování singlu Eltona Johna Candle In The Wind, podílel se také na přípravě projektu objevených nahrávek The Beatles Anthology 1 (Apple Records, 21. listopadu 1995), Anthology 2 (Apple Records, 18. března 1996), Anthology 3 (Apple Records, 28. října 1996).
V roce 1998 vydal vzpomínkové album věnované právě Beatles na kterém se interpretačně podíleli Robin Williams, Bobby McFerrin, Celine Dion, Vanessa Mae, Jeff Beck, Jim Carrey, Phil Collins a Sean Connery.
V roce 1999 získal George Martin titul Sir.
V roce 2002 se podílel na organizaci koncertu k oslavám 50. výročí nástupu královny Alžběty na britský trůn.

## Diskografie
- Off The Beatle Track (1964)
- Help! (1965)
- George Martin Instrumentally Salutes The Beatle Girls (1966)
- Yellow Submarine (první strana: The Beatles, druhá strana: The George Martin Orchestra) (1969)
- In My Life (1998)
- Produced by George Martin (2001)
- The Family Way (2003)